# Dournazac
Dournazac település Franciaországban, Haute-Vienne megyében. Lakosainak száma 669 fő (2022. január 1.). Dournazac Champagnac-la-Rivière, Mialet, Firbeix, Bussière-Galant, Châlus és La Chapelle-Montbrandeix községekkel határos.

## Népesség
A település népességének változása:
| Lakosok száma | 650  | 646  | 662  | 657  | 664  | 671  | 669  | 665  | 669  |
|               | 2013 | 2015 | 2016 | 2017 | 2018 | 2019 | 2020 | 2021 | 2022 |